# Walter McCreery
Walter Adolph McCreery (Zurigo, 13 agosto 1871 – Clermont-Ferrand, 8 novembre 1922) è stato un giocatore di polo statunitense.
Partecipò al torneo di polo della II Olimpiade di Parigi del 1900. La sua squadra, l'anglo-statunitense BLO Polo Club Rugby, vinse la medaglia d'argento.

## Palmarès
| Anno | Manifestazione  | Sede   | Evento | Risultato |
| ---- | --------------- | ------ | ------ | --------- |
| 1900 | Giochi olimpici | Parigi | Polo   | Argento   |